# کاوه صلح کل
کاوه صلحِ کل (به انگلیسی: Kaveh Solhekol)، روزنامه‌نگار ورزشی انگلیسی-ایرانی است. او مجری تلویزیون ورزشی اسکای اسپورت است.

## خبرنگاری
کاوه صلحِ کل اهل لندن، انگلستان است. وی هم‌اکنون روزنامه‌نگار ورزشی اسکای اسپورت است و قبلاً برای تایمز کار کرده‌است.
در اواخر ۲۰۲۳، باشگاه فوتبال منچستریونایتد کاوه را به‌دلیل آنچه که نشر اطلاعات غلط می‌داند، برای حضور در مصاحبه‌های خبری محدود کرد.